# África Oriental Britânica
```
   |-
       |
Erro:
:  
valor não especificado para "
nome_comum
"
```

A África Oriental Britânica - British East Africa (BEA) - foi um protetorado do Reino Unido na África instituído no fim do século XIX, na década de 1880, em razão de interesses comerciais britânicos. Com cerca de 639 209 km², situava-se  na  África Oriental, na  área que hoje corresponde aproximadamente ao Quênia, às margens do Oceano Índico, entre Uganda e o vale do Rift. Permaneceu como protetorado até 1920, quando se tornou a colônia do Quênia. 
Antes da Primeira Guerra Mundial, apenas o Quênia era conhecido oficialmente como África Oriental Britânica. No mesmo período, Tanganica e Moçambique eram oficialmente conhecidos como África Oriental Alemã e África Oriental Portuguesa. Posteriormente, o termo "África Oriental" foi livremente aplicado ao Quênia e também a Uganda, Tanganica e Zanzibar, porque compartilhavam um certo número de instituições — uma moeda comum (o xelim do Leste Africano), uma companhia aérea (a East African Airways), entre outros. 
A África Oriental Britânica — futura colônia do Quênia — foi originalmente colonizada por uma companhia privilegiada, a Companhia Britânica da África Oriental. 